# ヤズド郡

ヤズド郡（ペルシア語: شهرستان یزد）とは、イランのヤズド州に属する郡である。郡中心市はヤズド。2006年の国勢調査では人口515,044人、138,108世帯。郡は中心地区とZarach地区に区画されている。州都のヤズドのほか、ザールチュ、シャーディーイェ、ハミーディヤーの4つの市（シャフル）がヤズド郡に含まれている。